# Franjo Štrukelj
Franjo Štrukelj, slovenski elektrotehnik, * 6. maj 1903, Ljubljana, † 29. december 1977, Ljubljana.

## Življenje in delo
Štrukelj je leta 1930 diplomiral na Tehniški visoki šoli v Brnu. Po končanem študiju se je zaposlil v Ljubljani in 1933 opravil državni izpit za pooblaščenega inženirja. V letih 1934−46 je služboval na Direkciji za PTT v Ljubljani, nato pa na oddelku za elektrotehniko na Tehniški fakulteti v Ljubljani, najprej kot univerzitetni inženir, od 1955 kot višji znanstveni delavec, 1962−74 pa je predaval na FE v Ljubljani.
Štrukelj je bil prvi v Jugoslaviji, ki je konstruiral magnetni merilnik s pomočjo absorpcije energije v atomskem jedru, raziskoval je tudi možnost izvedbe tokovne jedrske resonance. Objavil je preko 100 merilnih raziskav za jugoslovansko industrijo, objavil precej razprav ter izdelal več merilnih pripomočkov.